# امرلد آیل (کارولینای شمالی)
امرلد آیل (به انگلیسی: Emerald Isle) شهری در ایالت کارولینای شمالی کشور ایالات متحده آمریکا است که جمعیت آن در سرشماری سال ۲۰۱۰ میلادی، ۳٬۶۵۵ نفر بوده‌است.